# Vương quốc Kasa
Vương quốc Kasa còn được gọi là Kasanga, là vương quốc thống trị vùng hạ Casamance (nay là Sénégal) vào cuối thế kỷ 15. Hầu hết cư dân của vương quốc là người Banun hoặc Kasanke. Vào cuối thế kỷ 16 và đầu thế kỷ 17 khu vực này rơi vào sự thống trị của Kaabu.